# Вали Сити (Северна Дакота)
Вали Сити (енгл. Valley City) град је у америчкој савезној држави Северна Дакота.

## Демографија
По попису из 2010. године број становника је 6.585, што је 241 (-3,5%) становника мање него 2000. године.
| Група             | 2000.         | 2010.         |
| Белци             | 6.603 (96,7%) | 6.214 (94,4%) |
| Афроамериканци    | 50 (0,7%)     | 82 (1,2%)     |
| Азијати           | 19 (0,3%)     | 54 (0,8%)     |
| Хиспаноамериканци | 56 (0,8%)     | 96 (1,5%)     |
| Укупно            | 6.826         | 6.585         |